# Nannoniscoides angulatus
Nannoniscoides angulatus är en kräftdjursart som beskrevs av Hansen 1916. Nannoniscoides angulatus ingår i släktet Nannoniscoides och familjen Nannoniscidae. Inga underarter finns listade i Catalogue of Life.